# Pierre Allorge
Pour les articles homonymes, voir Allorge.
Pierre Allorge est un botaniste, cryptogame français, né le 12 avril 1891 à Paris 16e et mort le 21 janvier 1944 à Paris 13e.

## Biographie
Il était membre de la Société botanique de France dont il devint le président en 1913. Il présenta sa thèse de doctorat ès-sciences naturelles, intitulée « Les Associations végétales du Vexin français » (deuxième partie en ligne), à l'université de Paris le 24 novembre 1922, le président du jury étant Gaston Bonnier. 
En 1930, il fut l'un des fondateurs de la Station internationale de géobotanique méditerranéenne et alpine de Montpellier, avec la fonction de vice-président. Il devint professeur titulaire de la chaire de cryptogamie au Muséum d'histoire naturelle en 1933.
En 1937 parut le tome 5 (Les êtres vivants) de l'Encyclopédie française, dont il a été codirecteur de publication. De 1938 à 1944, avec Louis Blaringhem, il a dirigé la publication des Annales des sciences naturelles — Botanique et biologie végétale.
Il est l'époux de Valentine (Valia) Selitzky, plus connue sous le nom de Valentine Allorge, botaniste, phycologue et bryologue russo-française depuis 1920.

## Publications
Outre de nombreux articles dans des revues spécialisées, il publia :
- Essai de géographie botanique des hauteurs de l'Hautie et de leurs dépendances, mémoire présenté à la faculté des sciences de Paris pour l'obtention du diplôme d'études supérieures (botanique), 1913
- « Les associations végétales du Vexin français », dans Revue générale de Botanique, 1922
- Études sur la flore et la végétation de l'ouest de la France. II. Remarques sur quelques associations végétales du massif de Multonne. Concentration en ions II dans la bruyère à Sphaignes, 1926
- Les bombements de Sphaignes, milieu biologique, 1927
- Brystheca Iberica, 1928
- (avec Valentine Allorge) Matériaux pour la flore des algues d'eau douce de la Péninsule Ibérique. I. Hétérocontes, Euchlorophycées et Conjuguées de Galice, 1930
- Algues d'eau douce de la Guadeloupe et dépendances — Résultats de sa mission de 1936.
- Les êtres vivants, 1937
- Clés des mucorinées mucorales, 1939
- La végétation et les groupements muscinaux des montagnes d'Algésiras, 1945 — Livre numérique disponible gratuitement.
- Essai de bryogéographie de la Péninsule Ibérique, 1947 — Documents recueillis par sa femme Valentine Allorge.